# Suatu (gmina)
Suatu – gmina w Rumunii, w okręgu Kluż. Obejmuje miejscowości Aruncuta, Dâmburile i Suatu. W 2011 roku liczyła 1737 mieszkańców.